# Ланге, Юлиус (художник)
Юлиус Ланге (нем. Julius Lange; 17 августа 1817, Дармштадт — 25 июня 1878, Мюнхен) — немецкий живописец-пейзажист, рисовальщик и акварелист академического направления дюссельдорфской школы. Брат архитектора Людвига и издателя Густава Георга Ланге.

## Биография
Юлиус Ланге был сыном военного чиновника Кристиана Фридриха Ланге (1759—1840), аудитора генерального штаба в Дармштадте, и Каролины Фридерики Штокмар (1776—1838). Благодаря брату, печатнику и издателю Густаву Георгу Ланге, Юлиус уже в пятнадцать лет был вовлечён в проект «Виды красивейших местностей Германии в гравюрах на стали и меди» (Ansichten der schönsten Gegenden Deutschlands in Stahl- und Kupferstichen, 1832). В этой работе также принимал участие другой брат, архитектор Людвиг Ланге. С 1836 по 1839 год Юлиус Ланге был учеником живописца Иоганна Вильгельма Ширмера в Дюссельдорфской академии искусств. При его поддержке Ланге позже смог обосноваться в Мюнхене, столице Баварии.
23 июня 1850 года Юлиус Ланге женился на Эмилии Генриетте Беттингер (1824—1896), дочери старшего судьи апелляционного суда Мюнхена Карла Филиппа Беттингера (1785—1857). Крупные заказы помогли Ланге добиться финансового успеха: Венецианская академия изящных искусств поручила ему выполнить серию пейзажных рисунков; Академия Брера в Милане поручила ему написать две большие картины. Во время своего пребывания в Северной Италии Ланге также смог установить контакты с миланским двором. До 1858 года он занимал должность учителя рисования у эрцгерцогини Шарлотты Бельгийской, впоследствии императрицы Мексики.
В конце 1858 года Ланге вернулся в Мюнхен. Работал при королевском дворе. Его горные и лесные пейзажи имели успех у короля и придворных. Две его картины приобрёл король Людвиг I Баварский для Новой пинакотеки. Король Людвиг II, также приобрёл два пейзажа. Ланге создал несколько акварелей и гуашей для Людвига II в связи с запланированными проектами строительства дворцов Херренкимзе и Линдерхоф, парежде всего виды французских парков и дворцов, а также проекты оформления интерьеров для дворцов Баварии.
В 1860 году Ланге вместе со своим учителем Ширмером, Карлом Фридрихом Лессингом, Христианом Моргенштерном, Карлом Швайхом и Карлом Людвигом Зегером принял участие в издании «Великая немецкая школа пейзажа» (Die große deutsche Landschaftsschule), в которой оригинальные этюды названных художников-пейзажистов были воспроизведены в фотографиях Георгом Марквортом.
Юлиус Ланге скончался 25 июня 1878 года в Мюнхене, не дожив шесть недель до своего 61-го дня рождения. Его учеником был пейзажист Карл Мильнер.

## Галерея

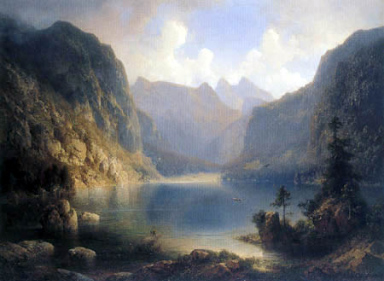
Вид альпийского озера. 1859
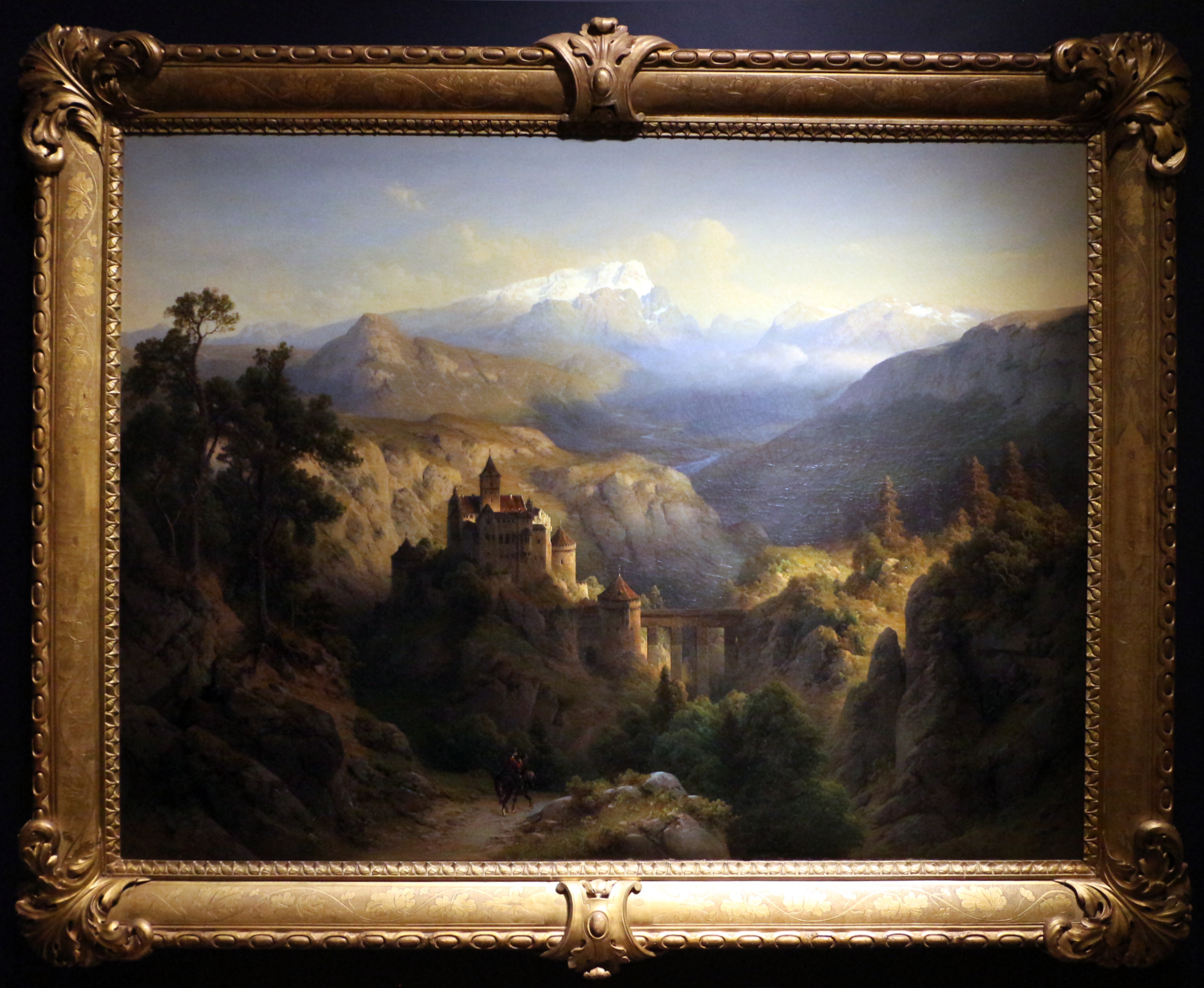
Горный пейзаж. 1852. Холст, масло. Галерея на площади Скала, Милан
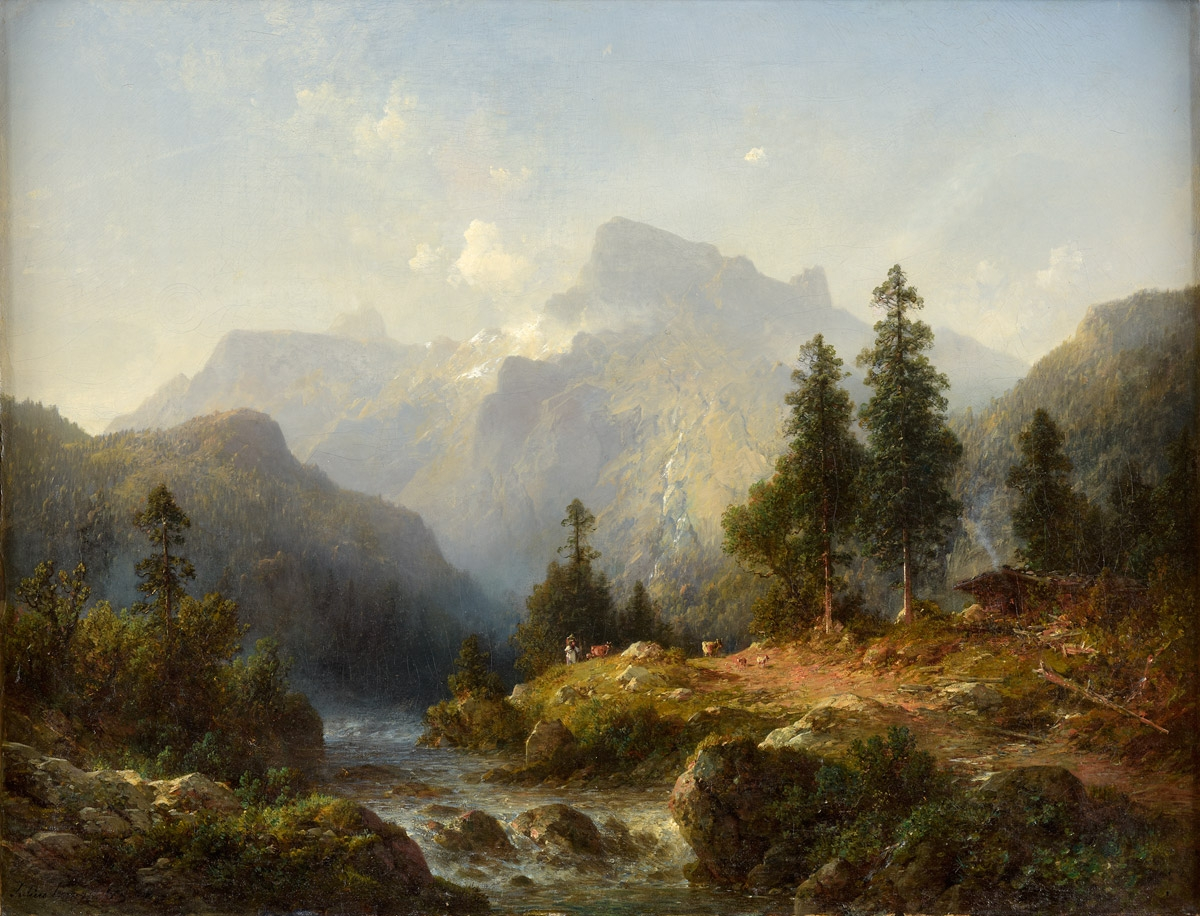
Горный поток. До 1878. Холст, масло. Частное собрание
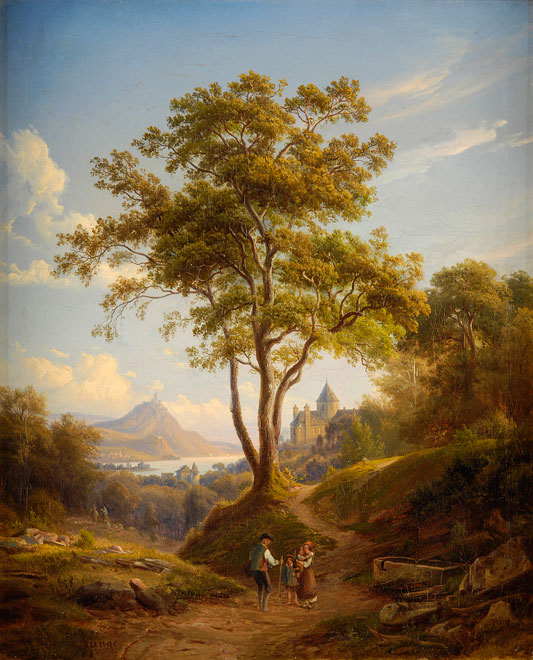
Сцена на Рейне около Нонненверта. 1850. Холст, масло. Частное собрание
Вид Баварии близ Берхтесгадена. 1854. Холст, масло. Галерея современного искусства, Милан
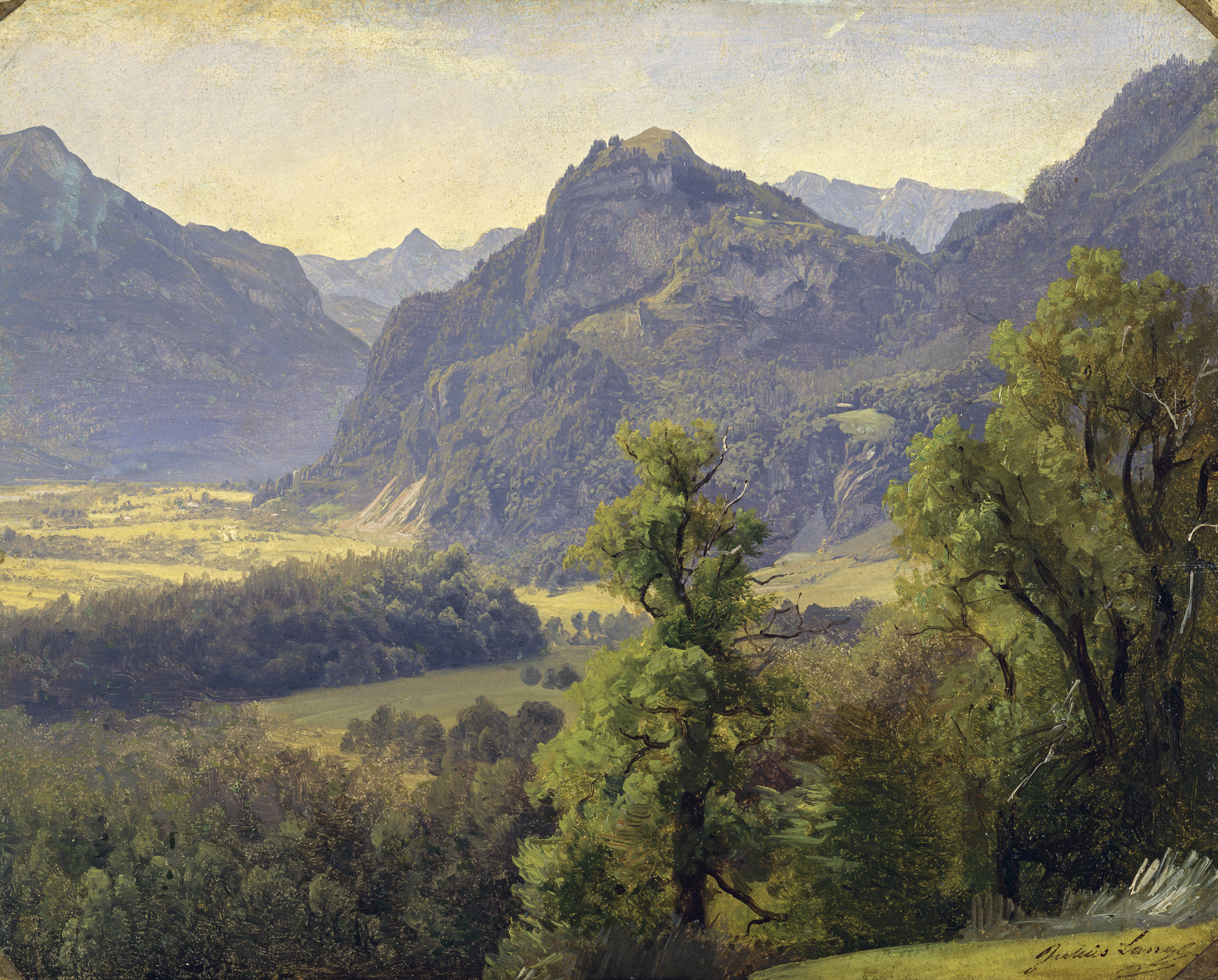
Иннтальская долина. Холст, масло. Городская галерея в доме Ленбаха, Мюнхен